# Pompa a membrana
La pompa a membrana, detta anche a diaframma, è un tipo di pompa a vuoto in cui la variazione di volume è data dall'oscillazione di una membrana che chiude un lato di una camera. Il vantaggio di questa soluzione è l'assoluta impermeabilità ottenuta con l'eliminazione dello scorrimento tra parti.

## Funzionamento
Il movimento può essere impresso alla membrana per via meccanica, per esempio attraverso un sistema a leva e manovella o una camma, oppure pneumaticamente, alternativamente introducendo e rilasciando aria compressa in una camera opposta a quella di pompaggio.
La pressione massima è limitata dalla resistenza del materiale che costituisce la membrana, solitamente gomma e, nel caso di alimentazione pneumatica, è direttamente proporzionale alla pressione fornita dall'aria di alimentazione.
Sono utilizzate per portate piccole e medie, e prevalenze medie e alte.
Le pompe a membrana tipicamente lavorano nel range compreso fra la pressione atmosferica ed i 10 mbar di vuoto finale.
Alcuni produttori sono in grado di costruire pompe da vuoto a membrana capaci di scendere fino ad un livello di vuoto pari a circa 0,3 mbar.

## Diffusione
Per generare il vuoto in laboratorio le pompe a membrana sono la prima scelta fra le tecnologie di vuoto disponibili. Le principali ragioni di ciò sono la loro resistenza chimica, il vuoto privo di residui d'olio, e la disponibilità di soluzioni per il recupero dei solventi.
La pompa a membrana è uno strumento molto resistente in cui la necessità di manutenzione ordinaria è ridotta ad un intervento ogni circa 2 anni.
Queste pompe, disponibili anche in materiali resistenti ad acidi e solventi, hanno assunto, anno dopo anno, un ruolo fondamentale nella vita del laboratorio chimico e chimico farmaceutico andando a rimpiazzare in molti casi l'utilizzo di pompe rotative ad olio.

## Controllo delle pompe da vuoto
Oggi le pompe da vuoto, soprattutto quelle utilizzate in applicazioni di ricerca chimica, sono dotate di controllori di vuoto per consentire all'utente la regolazione del corretto livello di vuoto a cui svolgere la propria applicazione.
Circa i controllori di vuoto elettronici attualmente ne esistono di tre tipi differenti:
- controllo del vuoto operante mediante accensione e spegnimento della pompa da vuoto (o controllo on-off)
- controllo del vuoto operante su un'elettrovalvola che apre e chiude (in una quantità stabilita dall'operatore) il collegamento fra pompa da vuoto ed "applicazione"
- controllo del vuoto di alta precisione, operante sulla velocità di pompaggio della pompa ossia sui giri motore (in giri al minuto, [rpm]).

Il primo sistema, ormai considerato obsoleto, presenta moltissimi problemi, soprattutto implica la necessità di utilizzare delle parti elettriche e meccaniche.
Il secondo sistema, sebbene anch'esso superato, è ancora molto utilizzato, ma presenta come controindicazione l'inevitabile sviluppo di un processo soggetto ad isteresi. Infatti il vuoto non ha una regolazione esatta, ma viene controllato all'interno di un range impostato dall'operatore, che corrisponde alle fasi di apertura e chiusura dell'elettrovalvola. La scelta dell'intervallo di lavoro corrisponde ad un valore di riferimento (chiamato set-point) e ad uno scarto massimo da questo valore. Ad esempio se si vuole lavorare a 10 mbar si può impostare un intervallo di 10±5 mbar, che significa impostare l'apertura dell'elettrovalvola a 15 mbar e la chiusura a 5 mbar; il valore di 10 mbar è quindi un valore medio dell'intervallo controllo di vuoto impostato, e viene chiamato set-point.
Il terzo sistema, anche detto di "regolazione continua" è l'unico che consente di non avere isteresi nel sistema, permettendo di lavorare esattamente al vuoto desiderato (10 mbar seguendo l'esempio precedente). Questa regolazione avviene mediante il controllo della velocità dei giri motore della pompa che saranno estremamente bassi in prossimità del livello di vuoto desiderato, allo scopo di mantenere perfettamente costante il vuoto impostato.
I vantaggi indiretti di questo sistema di controllo del vuoto sono:
- la regolazione della velocità di creazione del vuoto, utili per evitare fenomeni di brusco decremento del vuoto, possibile causa di schiumeggi "bumping" o risucchio del prodotto;
- minor tempo di lavoro grazie al mantenimento del vuoto ideale senza isteresi
- minor consumo delle parti meccaniche della pompa.